# 俄國征服中亞
俄國征服中亞（Russian conquest of Central Asia，另稱俄國征服突厥斯坦）是19世紀俄羅斯帝國以征服中亞地區為目的而發動的侵略戰爭，是俄羅斯帝國擴張歷史的重要部分。

## 文藝作品

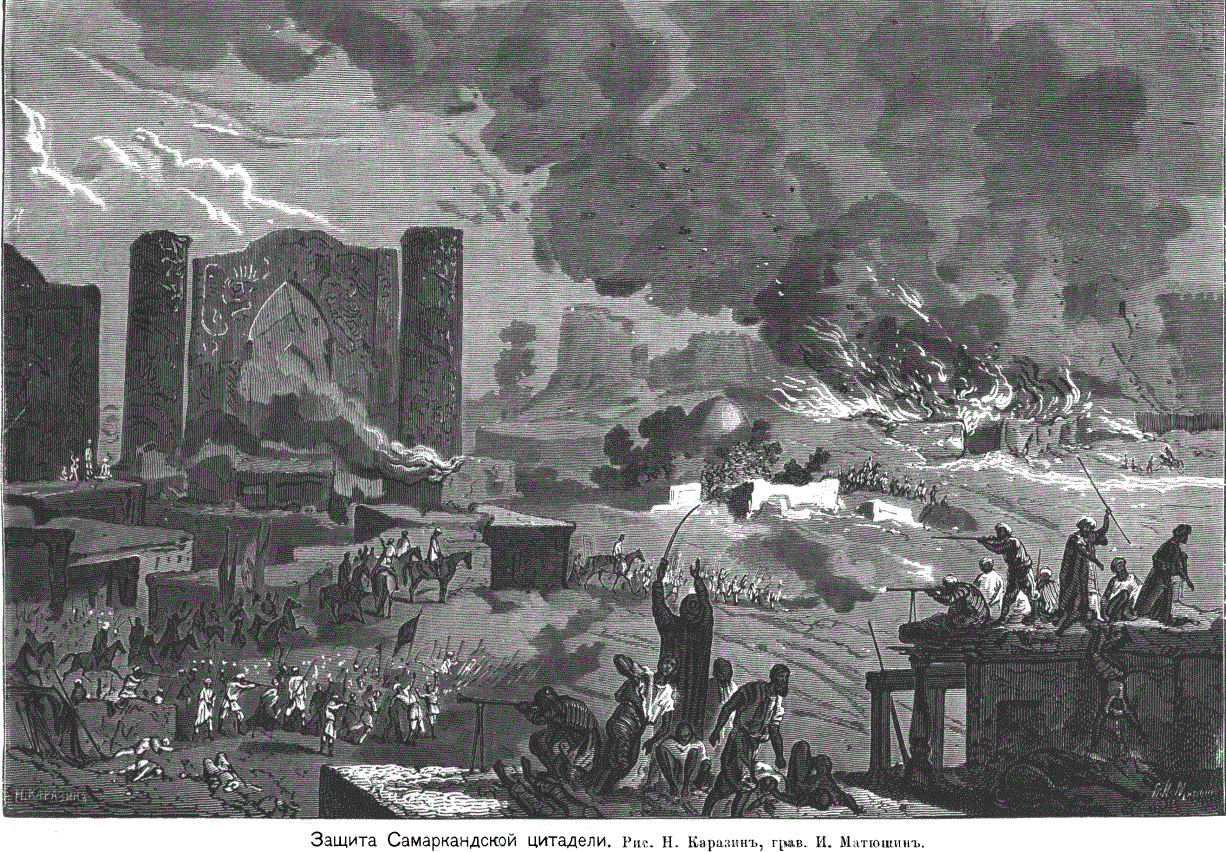
描述1868年撒馬爾罕城保衛戰時，布哈拉酋長國抵抗俄軍入侵的畫作，1872年刊登在俄國畫報“尼瓦”（Niva）

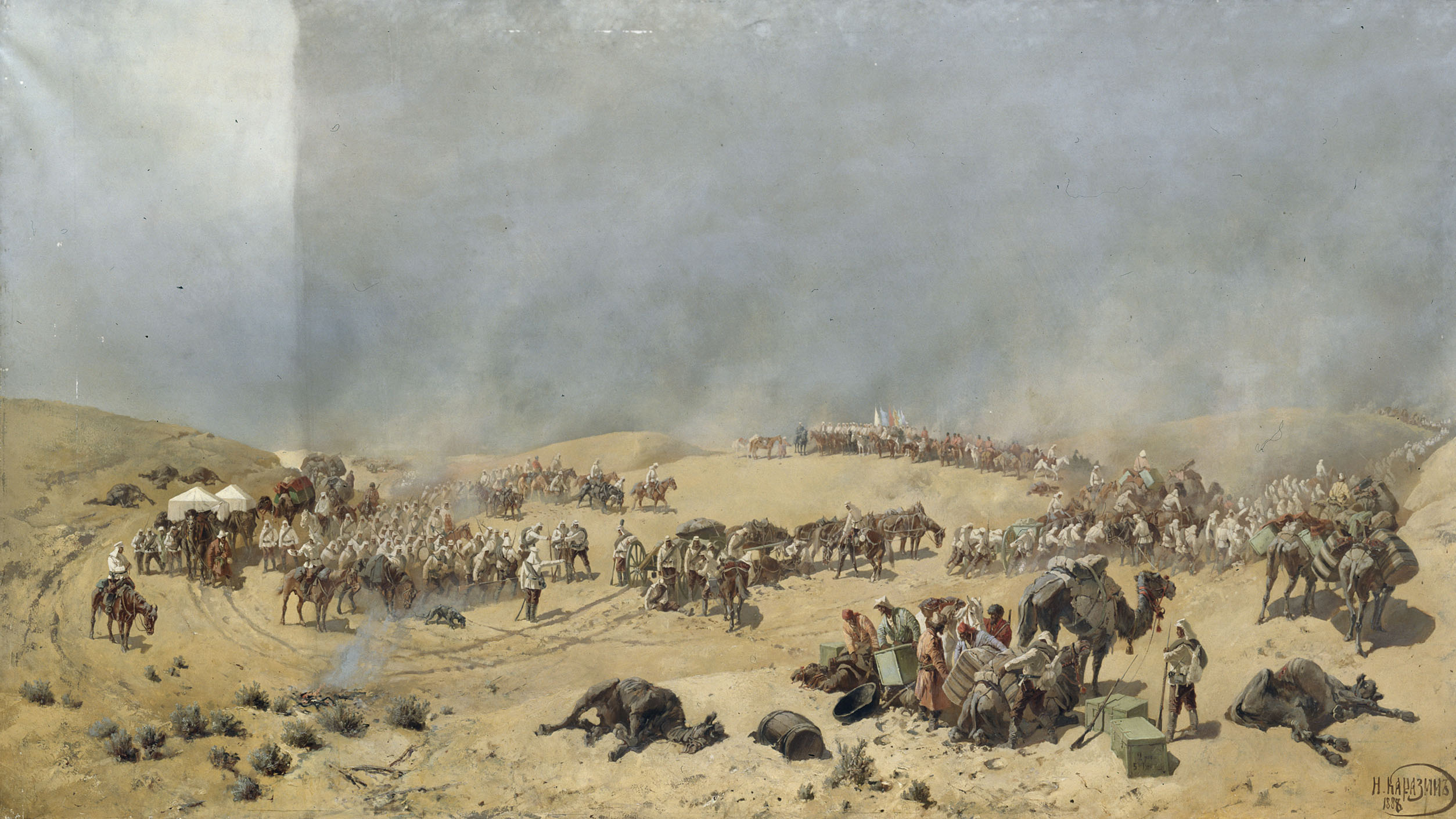
描述1873年希瓦戰役時，俄軍穿越“死亡沙地”（death sands）的油畫，俄國畫家尼古拉卡拉津（Николай Николаевич Каразин）於1888年所繪

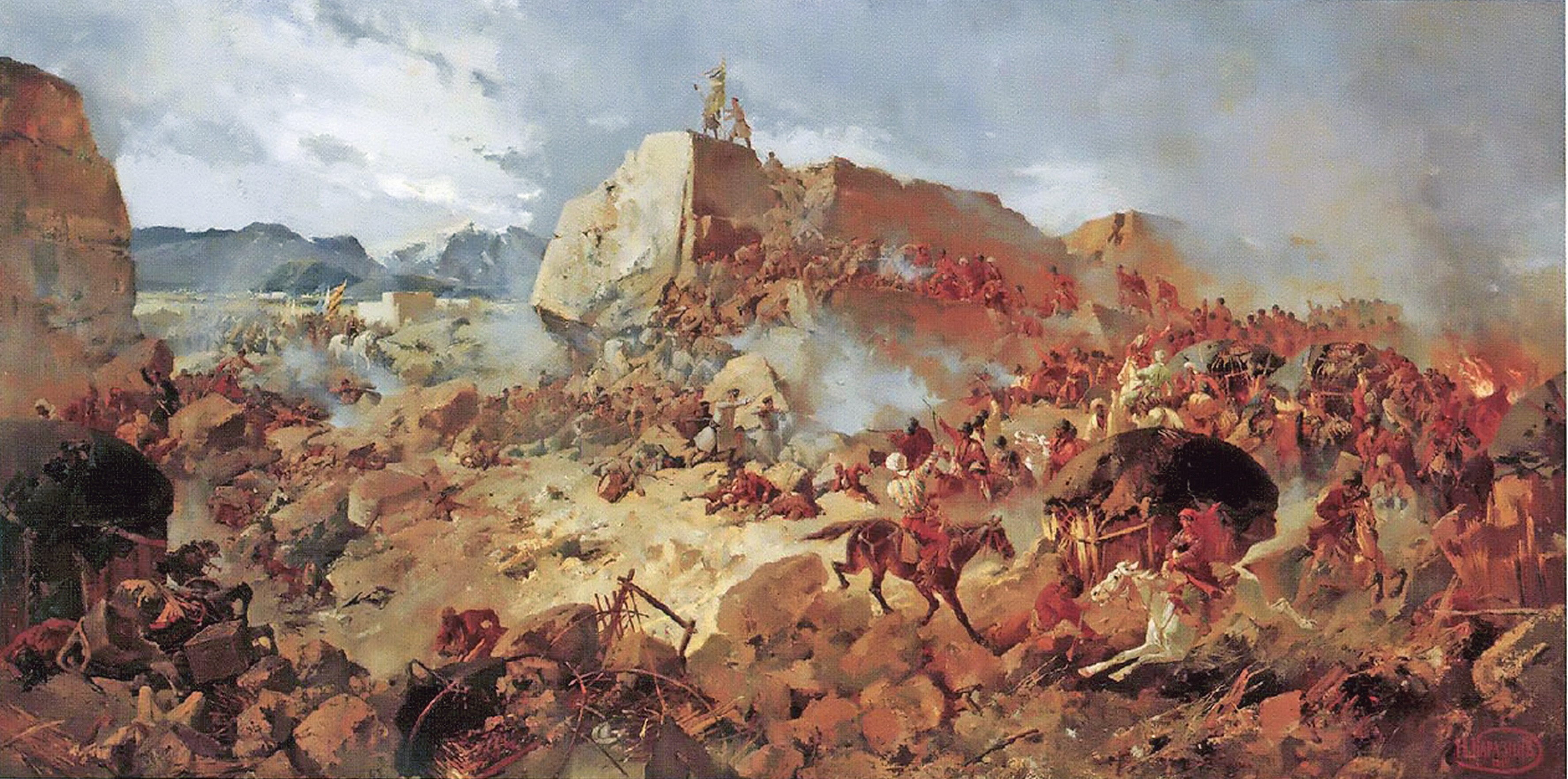
描述1880 - 1881年時，俄軍與土庫曼人作戰的油畫，俄國畫家尼古拉卡拉津於19世紀末所繪

## 背景
俄國早在彼得大帝時期，已有統治中亞的野心。1717年，俄國入侵希瓦汗國，遭到擊退。

## 概述
作為新帝國主義主要侵略國之一，俄國自19世紀以來，對突厥斯坦的野心有增無減。

### 入侵中亞
1839年，俄國再度入侵希瓦汗國，由於天氣寒冷，俄軍及其所乘駱駝凍死無數，俄軍不得不撤退。
1842年起，俄國入侵布哈拉酋長國，1868年，布哈拉酋長國投降，成為俄國的保護國。
1873年，俄國又再度入侵希瓦汗國，希瓦汗國投降，成為俄國的保護國。
1879年起，俄國入侵土庫曼斯坦，1884年，土庫曼人投降，土庫曼斯坦併入俄國。1885年，俄國將向南推至阿富汗邊界附近後，便停止前進，俄國入侵中亞的戰爭大致結束。

### 入侵新疆
1862年5月26日，俄軍首次越界進入新疆西北，清軍雖將其擊退，但未能阻止其對新疆的野心。6月4日，俄軍以協助鎮壓陝甘回變為由，再度進入新疆西北，並與清軍交火。恭親王奕訢與俄方進行多次談判。1863年3月1日，雙方談判破裂，26日，俄軍大舉入侵，清軍奮勇抵抗，雙方互有勝負。
1864年4月，新疆回變（1864至1877年間新疆各地叛亂的統稱）爆發。6月，俄軍煽動伊犁回民叛亂，7月9日，俄軍、回民叛軍佔領伊犁河谷，回民叛軍包圍伊犁城。7月26日，雙方停戰。清廷為避免伊犁陷入回民叛軍手中，使新疆回變加劇，於是同意俄國的割土要求，但不賠款。10月7日，雙方簽訂《中俄勘分西北界約記》，割讓帕米爾高原以北、唐努烏梁海以西，共44萬平方公里的土地予俄國。
1864年10月，伊犁維吾爾族塔蘭奇屯民叛亂，建立“伊犁蘇丹國”。1871年6月，俄國消滅伊犁蘇丹國並佔領伊犁。
1877年，湘軍在劉錦棠的率領下，收復除了俄國占領地伊犁之外的新疆全境。1881年2月24日，清俄簽訂《伊犁條約》，清廷收回伊犁，割讓霍爾果斯河以西，6萬平方公里的土地予俄國。

## 主要戰役
- 1839年希瓦戰爭（英语：Khivan campaign of 1839）
- 俄羅斯征服布哈拉（英语：Russian conquest of Bukhara）
- 伊犁危機
- 1873年希瓦戰爭（英语：Khivan campaign of 1873）